# Subdivisões de Rondônia
| Capital                   | Porto Velho |
| Mesorregiões              | Leste Rondoniense \| Madeira-Guaporé                                                                                 |
| Microrregiões             | Alvorada D'Oeste \| Ariquemes \| Cacoal \| Colorado do Oeste \| Guajará-Mirim \| Ji-Paraná \| Porto Velho \| Vilhena |
| Mais de 50.000 habitantes | Porto Velho \| Ji-Paraná \| Ariquemes \| Cacoal \| Vilhena \| Jaru                                                   |